# Pedilochilus
Pedilochilus là một chi phong lan biểu sinh, có 15 loài đặc hữu của New Guinea.

## Các loài
- Pedilochilus alpinum
- Pedilochilus flavum
- Pedilochilus hermonii
- Pedilochilus longipes
- Pedilochilus papuanum
- Pedilochilus subalpinum
- Pedilochilus terrestris